# Neocaridina davidi
Espèce
Statut de conservation UICN

LC : Préoccupation mineure
Neocaridina denticulata
Neocaridina davidi est une espèce de crevettes d'eau douce originaire d'une vaste zone allant du sud-est de la Sibérie au Vietnam en passant par le Japon, la péninsule de Corée, la Chine continentale et Taïwan. Elle est aujourd'hui naturalisée dans différents endroits du monde notamment à Hawaï, en Europe continentale et sur l'île de la Réunion où elle pourrait poser des déséquilibres écologiques à l'avenir, notamment vis-à-vis de la faune et flore authochtone,,,. Et ce par une entrée en compétition avec des espèces locales, par de la prédation ou encore par le transport de parasites exotiques. L'espèce a même été récemment reportée comme établie en France métropolitaine, probablement à la suite de relâchers de particuliers. À l'état naturel elle préfère les eaux froides stagnantes ou à faible courant, notamment les lacs de montagne, les mares ou les étangs d'altitude mais on la trouve également jusque dans les estuaires. Les couleurs de la forme sauvage sont variables en fonction de son environnement, elle peut ainsi être verte, grise ou brune avec une zone de transparence plus ou moins étendue. 
La première variété sélectionnée pour l'aquariophilie, de couleur rouge, appelée red cherry a été développée à Taïwan. De nombreuses autres variétés colorées ont vu le jour par la suite. 
Les couleurs les plus répandues sont les jaunes et les bleues qui peuvent être avec des teintes très vives comme la crevette Davidi blue jelly. Facile à maintenir, elle est devenue très populaire dans les aquariums et les bassins d'ornement. Prolifique et consommée par de nombreuses autres espèces animales une fois introduite dans les cours d'eau, elle reprend sa forme naturelle au bout de quelques générations du fait de l'importante pression sélective qu'elle subit. 

## Description
Neocaridina davidi est une crevette de petite taille. Les femelles font en général 2,5 cm même si certaines femelles âgées peuvent atteindre 4 cm. Le mâle est plus petit et plus terne. Dans la nature il existe de nombreuses coloration différentes même si la plupart des individus sont verts, gris ou bruns avec une zone de transparence plus ou moins étendue. Elles peuvent contracter leurs chromatophores pour adapter leurs couleurs à leur environnement. Son rostre est moyennement long et de forme caractéristique pour l'espèce, la carapace est bombée, les deux antennes sont aussi longues que le corps. Les individus se nourrissent en amenant de petites portions de nourriture à leur bouche avec des petites pinces émoussées. La femelle possède des pléopodes plus longs que ceux du mâle, ils lui servent à protéger ses œufs.
La température optimale pour Neocaridina davidi se situe entre 4°C et 28°C. En dessous de 4°C elle s'enfouit dans la vase et entre en léthargie jusqu'à ce que les températures remontent. À l'inverse, des périodes dépassant 31°C de manière prolongée peuvent lui être fatales. 

### Sélections
Neocaridina davidi a été déclinée (par sélection et croisements) en captivité en de nombreuses variétés colorées.
- var. red (ou Red cherry)
- var. orange
- var. choco
- var. yellow
- var. green
- var. blue dreams/velvet

La variété Sakura est issue de sélections plus poussées et présente des couleurs particulièrement prononcées. Les variétés Rilli sont issues de sélections de Sakura et ont perdu leur coloration sur une partie ou la totalité de leur corps.

## Reproduction
Neocaridina davidi se reproduit exclusivement en eau douce et ne passe pas par un stade larvaire. La femelle porte une grappe de gros œufs sur ses pléopodes, qui donneront naissance à des crevettes parfaitement formées.

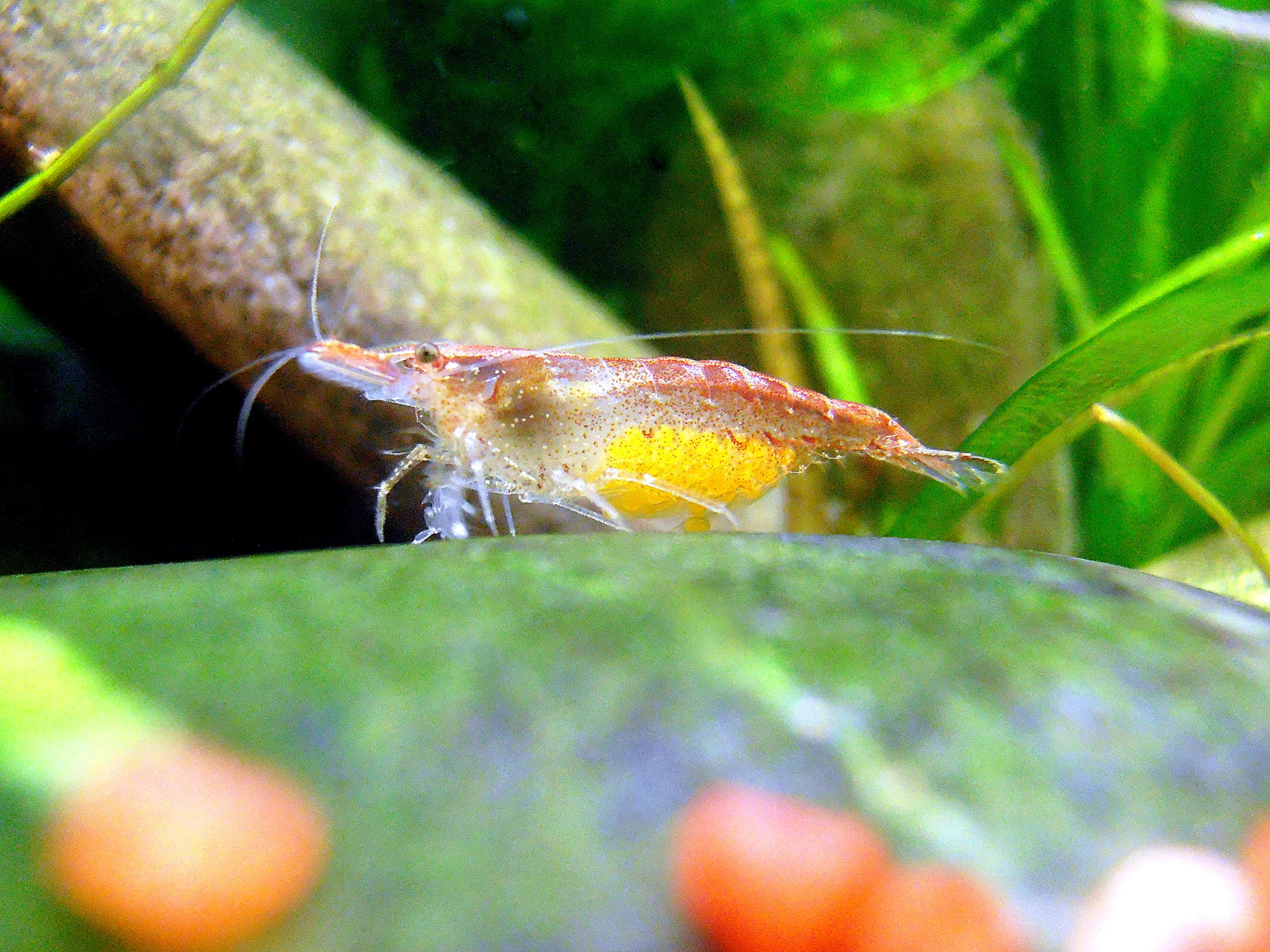
Femelle portant ses œufs

### Hybridation
Neocaridina davidi peut s'hybrider avec Neocaridina palmata.